# Šist
Šist je srednje kvalitetna metamorfna stena nastala od blatnjaka ili škriljaca. Šist ima srednja do velikih, ravna, lisnata zrna u preferentnoj orijentaciji (zrna u blizini su približno paralelna). Definisan je tako što sadrži više od 50% lisnatih i izduženih minerala (kao što su liskuni ili talk), često fino isprepleteni sa kvarcom i feldsparom. Ovi lamelarni (pljosnati, ravni) minerali uključuju liskune, hlorit, talk, hornblendu, grafit i druge. Kvarc se često javlja u vidu izvučenih zrna do te mere da se proizvodi određeni oblik koji se naziva kvarcni šist. Šist je često garnatski. Šist nastaje na višoj temperaturi i ima veća zrna od filita. Geološka folijacija (metamorfni raspored u slojevima) sa srednje do velikozrnastih pahuljicama u preferntnoj orijentaciji u obliku ploča naziva se šistozitet.
Imena različitih šista potiču od njihovih mineralnih sastojaka. Na primer, šisti koji se uglavnom sastoje od biotita i muskovita nazivaju se liskunskim šistima. Većina šista su liskunski šisti, ali česti su i grafitni i hloritni. Šisti su takođe nazvani po prominentnim ili možda neobičnim mineralnim sastojcima, kao u slučaju granatnog šista, turmalinskog šista i glaukofanskog šista.
Pojedinačna mineralna zrna u šistu, koja se toplotom i pritiskom izvlače u pahuljaste ljuske, mogu se videti golim okom. Šist je karakteristično lisnat, što znači da se pojedinačna mineralna zrna lako odvajaju u ljuske ili ploče. Reč šist je izvedena iz grčke reči σχίζειν (schízein) sa značenjem „cepati se”, što je referenca na lakoću s kojom se šisti mogu podeliti duž ravni u kojoj leže planarni minerali.
Većina škriljaca izvedena je iz glina i mulja koji su prošli kroz niz metamorfnih procesa koji obuhvataju proizvodnju škriljaca, argilošista i filita kao srednjih koraka. Određeni šisti potiču od sitnozrnastih magmatskih stena kao što su bazalti i tufovi.

## Definicija
Geolozi definišu šist kao srednjezrnastu metamorfnu stenu koja pokazuje dobro razvijenu šistoznost. Šistoznost je tanak sloj stene proizveden metamorfizmom (folijacija) koji omogućava da se stena lako cepa na ljuspice ili ploče debljine manje od 5 do 10 mm (0,2 do 0,4 in). Mineralna zrna u škriljcu su obično veličine od 0,25 do 2 mm (0,98 do 0,08 in) i tako se lako vide sa 10× ručnim sočivom. Tipično, više od polovine mineralnih zrna u šistu pokazuje željenu orijentaciju. Šistovi čine jednu od tri odeljenja metamorfnih stena po teksturi, pri čemu su druga dva odeljenja gnajs, koji ima slabo razvijenu šistoznost i deblju slojevitost, i granofel, koji nema uočljivu šistoznost.
Šistovi su definisani svojom teksturom, bez obzira na njihov sastav, i dok je većina rezultat metamorfizma srednjeg stepena, oni mogu značajno da variraju po mineralnom sastavu. Međutim, šistoznost se obično razvija samo kada stena sadrži obilje pločastih minerala, kao što su liskuni ili hlorit. Zrna ovih minerala su snažno orijentisana u željenom pravcu u šistu, često takođe formirajući veoma tanke paralelne slojeve. Lakoća sa kojom se stena cepa duž poravnatih zrna objašnjava šistoznost. Iako nije definitivna karakteristika, šistovi vrlo često sadrže porfiroblaste (pojedinačne kristale neobične veličine) karakterističnih minerala, kao što su granat, staurolit, kijanit, silimanit ili kordierit.

Šistovi veoma velika klasa metamorfnih stena, te geolozi formalno opisuju ovu stenu kao šist samo kada je originalni tip stene pre metamorfizma (protolit) nepoznat i njen mineralni sadržaj još nije određen. U suprotnom, modifikator šistozan će biti primenjen na preciznije ime tipa, kao što je šistozni semipelit (za koga se zna da stena sadrži umerene količine liskuna) ili šistozni metapeščanik (ako se zna da je protolit bio peščar). Ako se zna samo da je protolit bio sedimentna stena, šist će biti opisan kao parašist, dok ako je protolit bio magmatska stena, šist će biti opisan kao ortošist. Kvalifikatori minerala su važni pri imenovanju šista. Na primer, kvarc-feldspat-biotitni šist je šist neizvesnog protolita koji sadrži biotitni liskun, feldspat i kvarc po redosledu očiglednog opadanja zastupljenosti.
Obloženi šist ima jaku linearnu osnovu u steni koja inače ima dobro razvijenu šistoznost.

### Istorijska rudarska terminologija
Pre sredine 18. veka, termini argilošist, škriljac i šist nisu oštro diferencirani među onima koji su se bavili rudarstvom.

## Formiranje
Tokom metamorfizma, stene koje su prvobitno bile sedimentarne, magmatske ili metamorfne pretvaraju se u šiste i gnajse. Ako je sastav stena prvobitno sličan, može da bude veoma teško da se razlikuju jedne od drugih ako je metamorfizam bio ekstenzivan. Na primer, kvarcporfir i finozrnati feldspatski peščanik mogu se pretvoriti u sivi ili ružičasti mikašist. Obično je, međutim, moguće razlikovati sedimentne i magmatske šiste i gnajse. Ako, na primer, cela oblast zauzeta tim stenama ima tragove stelje, klastične strukture ili neusaglašenosti, onda je to možda znak da je originalna stena sedimentna. U drugim slučajevima intruzivni spojevi, ohlađene ivice, promena kontakata ili porfirna struktura mogu dokazati da je u svom izvornom stanju metamorfni gnajs bio magmatska stena. Poslednji apel je često hemijski pristup, jer postoje određene vrste stena koje se javljaju samo kao sedimenti, dok se druge nalaze samo među magmatskim masama, i koliko god da je metamorfizam poodmakao, veoma retko se modifikuje hemijski sastav mase. Takve stene poput krečnjaka, dolomita, kvarcita i aluminoznih škriljaca imaju u znatnoj meri određene hemijske karakteristike, po kojima su prepoznatljivi čak i kada su u potpunosti rekristalizovani.
- Mikroskopski prikaz granat-mika-šista u tankom preseku pod polarizovanom svetlošću sa velikim kristalima od granata (crni) u matrici kvarca i feldspata (bela i siva zrna) i paralelnim nitima mike (crvena, ljubičasta i smeđa).
- Pogled na presečeni granat-liskun-šist
- Menhetn šist sa jugoistoka države Njujork
- Hrid Menhetn šista Sentral parku Njujork sitija
- Talk-šist iz Sen-Marsela, Francuska

## Tehnička razmatranja
U geotehničkom inženjerstvu ravan šistoziteta često stvara diskontinuitet koji može imati veliki uticaj na mehaničko ponašanje (čvrstoća, deformacija, itd) stenskih masa u, na primer, tunelu, temeljima ili kosim konstrukcijama. Opasnost može postojati čak i na neometanom terenu. Dana 17. avgusta 1959, zemljotres jačine 7,2 stepena Rihterove skale destabilizovao je padinu planine u blizini jezera Hebgen u Montani, sačinjenu od šista. Ovo je izazvalo veliko klizište koje je usmrtilo 26 ljudi koji su kampovali u tom području.

## Literatura
- „Mineralogy: Phyllosilicates”. Colgate University. 1997. Архивирано из оригинала 19. 9. 2015. г. Приступљено 18. 4. 2016.
- Rickwood, P. C. (1981). „The largest crystals” (PDF). American Mineralogist. 66: 885—907. Архивирано из оригинала (PDF) 25. 08. 2013. г. Приступљено 31. 08. 2020.
- „The giant crystal project site”. Архивирано из оригинала 4. 6. 2009. г. Приступљено 6. 6. 2009.
- Weisenhorn, A. L. (1991). „Atomically resolved images of bismuth films on mica with an atomic force microscope”. Journal of Vacuum Science & Technology B: Microelectronics and Nanometer Structures. 9 (2): 1333—1335. doi:10.1116/1.585190.
- Marchant, R. E.; Lea, A. S.; Andrade, J. D.; Bockenstedt, P. (1992). „Interactions of von Willebrand factor on mica studied by atomic force microscopy” (PDF). Journal of Colloid and Interface Science. 148: 261—272. doi:10.1016/0021-9797(92)90135-9. hdl:2027.42/30333.
- Singh, S; Keller, D. J. (1991). „Atomic force microscopy of supported planar membrane bilayers”. Biophysical Journal. 60 (6): 1401—10. PMC 1260200 . PMID 1777565. doi:10.1016/S0006-3495(91)82177-4.
- Thundat, T; Allison, D. P.; Warmack, R. J.; Brown, G. M.; Jacobson, K. B.; Schrick, J. J.; Ferrell, T. L. (1992). „Atomic force microscopy of DNA on mica and chemically modified mica”. Scanning Microscopy. 6 (4): 911—8. PMID 1295085.